# André Trindade da Costa Neto
André Trindade da Costa Neto (Ibirataia, Bahía, 16 de julio de 2001), mayormente conocido como André, es un jugador de fútbol profesional brasileño que juega como centrocampista para el Wolverhampton Wanderers F. C. de la Premier League.

## Biografía
Nacido en el distrito de Algodão, Ibirataia, Bahía, André se incorporó a las divisiones juveniles del Fluminense en 2013, a los 12 años. El 21 de febrero de 2020 renovó su contrato con el club hasta 2023.
Hizo su debut profesional el 16 de septiembre de 2020, entrando como suplente de Dodi en la victoria en casa por 1 a 0 sobre el Atlético Goianiense, por la Copa do Brasil de ese año. Su primer partido por la Serie A ocurrió cuatro días después, cuando estuvo en el equipo titular en una derrota fuera de casa por 1 a 0 contra el Sport Recife.
Anotó su primer gol profesional el 4 de julio de 2021, en la victoria por 1 a 0 sobre su rival Flamengo. El 4 de octubre, extendió aún más su contrato hasta finales de 2024. En agosto de ese año, tras haber disputado 197 partidos y ganado la Copa Libertadores y la Recopa Sudamericana dejó el Tricolor.
En agosto de 2024, André fue vendido al Wolverhampton Wanderers F. C. de Inglaterra por 22 millones de euros, con otros 3 millones de euros en objetivos por alcanzar. André debutó con el Wolverhampton Wanderers en el City Ground en un empate 1-1 contra el Nottingham Forest, partido válido por la tercera jornada de la Premier League. André entró al campo en el minuto 41 de la segunda parte, sustituyendo al delantero noruego Larsen, con el dorsal 7, el mismo que usa la Tricolor. Terminó su primera temporada con 32 partidos, 26 de ellos como titular.

## Clubes
| Club                          | País       | Año       | Partidos | Goles |
| ----------------------------- | ---------- | --------- | -------- | ----- |
| Fluminense F. C.              | Brasil     | 2020-2024 | 197      | 4     |
| Wolverhampton Wanderers F. C. | Inglaterra | 2024-     | 36       | 0     |

## Palmarés

### Campeonatos regionales
| Título             | Equipo           | Estado         | Año  |
| ------------------ | ---------------- | -------------- | ---- |
| Campeonato Carioca | Fluminense F. C. | Río de Janeiro | 2022 |
| Campeonato Carioca | Fluminense F. C. | Río de Janeiro | 2023 |

### Campeonatos internacionales
| Título              | Equipo           | Sede           | Año  |
| ------------------- | ---------------- | -------------- | ---- |
| Copa Libertadores   | Fluminense F. C. | Río de Janeiro | 2023 |
| Recopa Sudamericana | Fluminense F. C. | Río de Janeiro | 2024 |